# Baptizm of Fire
Baptizm of Fire es el primer álbum en solitario del guitarrista británico Glenn Tipton, en paralelo a su carrera como miembro de la banda británica de heavy metal Judas Priest. Fue grabado y mezclado en los estudios Devonshire y Ocean de los Estados Unidos y en Monnow Valley, Battery, Olympic y The Gazebo del Reino Unido. Escrito y grabado entre los años 1994 y 1996, durante el parón de Priest tras la marcha de su vocalista Rob Halford en 1990. Fue producido por Bill Curbishley y coordinado por Jayne Andrews. El álbum, contiene diversos estilos musicales: blues, música clásica, thrash metal y metal británico tradicional.

## Lista de temas
Todas las letras y melodías escritas por Glenn Tipton excepto cuando se especifica.
1. "Hard Core"
2. "Paint It, Black" (versión de The Rolling Stones) (Mick Jagger, Keith Richards)
3. "Enter the Storm"
4. "Fuel Me Up"
5. "Extinct"
6. "Baptizm of Fire" (Instrumental)
7. "The Healer"
8. "Cruise Control"
9. "Kill or Be Killed"
10. "Voodoo Brother"
11. "Left for Dead"

### Pistas adicionales de la edición japonesa y la reedición
1. "Himalaya"
2. "New Breed"

## Integrantes
- Glenn Tipton – guitarra y voz, bajo en la pista 13
- Robert Trujillo – bajo en las pistas 1, 2 y 10
- C.J. de Villar – bajo en las pistas 3, 4, 8, 9 y 11
- Billy Sheehan – bajo en las pistas 5 y 6
- John Entwistle – bajo en la pista 7
- Neil Murray – bajo en la pista 12
- Brooks Wackerman – batería en las pistas 1, 2 y 10
- Shannon Larkin – batería en las pistas  3, 4, 8, 9, 11
- Cozy Powell – batería en las pistas  5, 6, 7, 11, 12
- Rick Tipton – batería en las pistas  13
- Don Airey – teclados en la pista 6
- Whitfield Crane – segunda voz en la pista 10